# Élections législatives de 1933 au Siam
Des élections législatives se sont tenues au Siam le 15 novembre 1933. Il n'y a alors pas de parti politique, mais seulement des candidats indépendants. Le taux de participation est de 41,5 %, soit 1 773 532 votes.